# Osmocneme bracata
Osmocneme bracata là một loài bướm đêm thuộc phân họ Arctiinae, họ Erebidae.